# آرمینه مسروپیان
آرمینه مسروپیان (ارمنی: Արմինե Մեսրոպյան؛ زادهٔ ۹ اوت ۱۹۹۸) بازیکن فوتبال در پست مدافع اهل ارمنستان است.

## باشگاهی
از باشگاه‌هایی که در آن بازی کرده‌است می‌توان به باشگاه فوتبال زنان آلاشکرت اشاره کرد.